# Tràfic de persones a l'Uruguai
L'Uruguai és un país d'origen i de trànsit d'homes, dones i nens traficats amb finalitats d'explotació sexual comercial i treball forçat. La majoria de víctimes són dones, nenes i alguns nois traficats al país per a zones frontereres i turístiques per a l'explotació sexual. Una agència governamental ha constatat que les famílies havien facilitat l'explotació de moltes nenes per a la prostitució. Segons els pares, les nenes empobreixen la seva situació domèstica i agrícola a les zones rurals. Algunes dones uruguaianes han estat traficades a Espanya i Itàlia per a una explotació sexual.

Nivell de legislació sobre protecció de víctimes de tràfic de persones, Tier 2019

L'Oficina del Departament d'Estat dels Estats Units d'Amèrica, per supervisar i combatre el tràfic de persones, va situar el país a Tier 2 el 2017.

## Prossecució
El Govern de l'Uruguai va augmentar els esforços per l'aplicació de la llei contra el tràfic de persones el 2007. El desembre de 2007, l'Uruguai va promulgar un estatut anti-tràfic com a part d'un paquet integral de reforma de la immigració. L'article 78 d'aquesta nova llei prohibeix totes les formes de tràfic de persones i preveu penes de 4 a 16 anys de presó.
La llei uruguaiana també criminalitza el tràfic de menors d'edat i la pornografia infantil, prescrivint penes que van des dels 6 mesos fins als 12 anys de presó, penes proporcionals a les d'altres delictes greus.
El treball forçat està prohibit en virtut de la secció 1 del títol XI del codi penal uruguaià, i es pot sancionar de 6 a 12 anys de presó.
Durant el 2007, el govern va dictar tres condemnes penals per pornografia infantil. El govern inspecciona els bordells legals i altres localitats amb presència de menors d'edat. No s'havia informat de rescats de víctimes abans del 2008. El govern col·labora amb les autoritats estrangeres en casos de tràfic internacional. No hi ha proves de complicitat oficial amb el tràfic d'éssers humans.

Mapa que mostra la situació legislativa en diferents països per evitar el tràfic de dones segons WomanStats Project, 2009 • Gris: sense dades • Verd: el tràfic és il·legal i rar • Groc: el tràfic és il·legal, però encara hi ha problemes • Violeta: el tràfic és il·legal, però encara es practica • Blau: el tràfic és il·legal amb excepcions i es practica • Vermell: el tràfic no és il·legal i es practica habitualment

## Protecció
A causa dels recursos limitats, s'han limitat els esforços del govern uruguaià per protegir les víctimes de tràfics.
Si bé el govern ha proporcionat una mica d'assistència a les ONG que treballen en matèria de tràfic, la disponibilitat de serveis a les víctimes és desigual a tot el país, especialment fora de la capital. El govern no disposa d'un sistema formal d'identificació de víctimes del tràfic entre poblacions vulnerables, com ara prostitutes o migrants sense documentació.
El govern anima però no obliga les víctimes a assistir a la investigació i la persecució dels seus traficants.
Generalment, els drets de les víctimes es respecten, i a partir del 2008 no hi va haver cap tipus de denúncia de víctimes empresonades, deportades o sancionades.
La legislació uruguaiana ofereix alternatives legals per a la retirada de víctimes estrangeres als països on tenen problemes o retribucions. El 2007, el govern va ajudar l'OIM amb la repatriació de tres uruguaianes traficades a l'estranger.

## Prevenció
El 2007, el govern uruguaià va augmentar els seus esforços per sensibilitzar la ciutadania sobre els perills del tràfic de persones i va col·laborar amb l'OIM per combatre el tràfic de zones turístiques i frontereres.
El Ministeri d'Educació produeix anuncis anti-tràfic per a la televisió nacional i té un programa que inclou segments contra el tràfic en el seu currículum d'educació sexual. El govern també ha patrocinat tallers contra el tràfic amb participants de la regió.
Les tropes uruguaianes desplegades a les missions internacionals de manteniment de la pau han rebut formació antitràfic en centres de formació certificats per l'ONU.
El 2007, no hi va haver cap esforç governamental per reduir la demanda dels consumidors per actes sexuals comercials.